# Бјелезе-Белведере (Торино)
Бјелезе-Белведере је насеље у Италији у округу Торино, региону Пијемонт.
Према процени из 2011. у насељу је живело 286 становника. Насеље се налази на надморској висини од 452 м.